# Isabel Ordaz
Isabel Ordaz Luengo (Madrid, 11 marzo 1957) è un'attrice spagnola.

## Filmografia parziale

### Cinema
- La noche de la ira, regia di Javier Elorrieta (1986)
- L'anno delle luci (El año de las luces), regia di Fernando Trueba (1986)
- Bajarse al moro, regia di Fernando Colomo (1989)
- Perché chiamarlo amore quando è solo sesso? (¿Por qué lo llaman amor cuando quieren decir sexo?), regia di Manuel Gómez Pereira (1993)
- Todos los hombres sois iguales, regia di Manuel Gómez Pereira (1994)
- Una casa en las afueras, regia di Pedro Costa (1995)
- Chevrolet, regia di Javier Maqua (1997)
- Yoyes, regia di Helena Taberna (2000)
- Carne de gallina, regia di Javier Maqua (2001)
- Escuela de seducción, regia di Javier Balaguer (2004)
- El calentito, regia di Chus Gutiérrez (2005)
- Una hora más en Canarias, regia di David Serrano (2010)
- El mejor verano de mi vida, regia di Dani de la Orden (2018)
- Si yo fuera rico, regia di Álvaro Fernández Armero (2019)
- El favor, regia di Juana Macías (2023)

### Televisione
- Los mundos de Yupi - serie TV, 6 episodi (1988)
- Pepa y Pepe - serie TV, 34 episodi (1995)
- Todos los hombres sois iguales - serie TV, 62 episodi (1996-1998)
- Aquí no hay quien viva - serie TV, 74 episodi (2004-2006)
- La que se avecina - serie TV, 61 episodi (2007-2016)

## Premi
- Premi Goya
  - 1998: "Mejor Actriz Revelación" (Chevrolet)
- Miami Hispanic Film Festival
  - 1997: "Golden Egret - Best Actress" (Chevrolet)
- Festival cinematografico internazionale di Mosca
  - 1997: "Silver St. George - Best Actress" (Chevrolet)
- Unión de Actores y Actrices
  - 1998: "Secundario TV" (Todos los hombres sois iguales)
  - 2006: "Secundario TV - Categoría Femenina" (Aquí no hay quien viva)